# Colombia i olympiska sommarspelen 1960
Colombia deltog med 16 deltagare vid de olympiska sommarspelen 1960 i Rom. Ingen av landets deltagare erövrade någon medalj.